# Mike Binder
Mike Binder, född 2 juni 1958 i Detroit, Michigan, är en amerikansk manusförfattare, regissör och skådespelare.

## Filmografi i urval

### Skådespelare
- 2001 – Londinium
- 2002 – Minority Report

### Regissör
- 1992 – Crossing the Bridge
- 1993 – Indian Summer
- 1999 – Sexmonster
- 2001 – Life After Sex
- 2001 – The Search for John Gissing
- 2005 – The Upside of Anger
- 2006 – Man About Town
- 2007 – Vänner för livet